# Khangarid FC
Der Khangarid Football Club ist ein 1996 gegründeter mongolischer Fußballverein aus Erdenet, der aktuell in der ersten Liga, der National Premier League, spielt.

## Erfolge
- Mongolischer Meister: 2001, 2003, 2004, 2010
- Mongolischer Vizemeister: 2016, 2023/24, 2024/25
- Mongolischer Pokalsieger: 2016

## Stadion
Der Verein trägt seine Heimspiele im Erdenet Stadium in  Erdenet aus. Das Stadion hat ein Fassungsvermögen von 3000 Personen.

## Saisonplatzierung seit 2015
| Saison  | Liga                    | Level | Platz | Mongolia Cup  |
| ------- | ----------------------- | ----- | ----- | ------------- |
| 2015    | National Premier League | 1     | 5.    |               |
| 2016    | National Premier League | 1     | 2.    | Sieger        |
| 2017    | National Premier League | 1     | 5.    |               |
| 2018    | National Premier League | 1     | 7.    | Halbfinale    |
| 2019    | National Premier League | 1     | 3.    | Viertelfinale |
| 2020    | National Premier League | 1     | 3.    |               |
| 2021    | National Premier League | 1     | 7.    |               |
| 2021/22 | National Premier League | 1     | 8.    |               |
| 2022/23 | National Premier League | 1     | 6.    | Achtelfinale  |
| 2023/24 | National Premier League | 1     | 2.    | Achtelfinale  |
| 2024/25 | National Premier League | 1     | 2.    |               |

## Trainer
| Trainer            | Nation   | von          | bis               |
| ------------------ | -------- | ------------ | ----------------- |
| Paulo Jorge Santos | Portugal | 1. Juli 2021 | 18. Dezember 2021 |